# 제50회 인도 국제 영화제
제50회 인도 국제 영화제는 2019년 11월 20일에 열린 시상식이다.

## 수상 및 후보

### 작품상
- 미립자들 - 블레즈 해리슨 수상

### 감독상
- 잘리카투 - 리조 조세 펠리세리 수상

### 여우주연상
- 마이 가트: 크라임 No 103/2005 - 우샤 자드하브 수상

### 남우주연상
- 마리겔라 - 세우 조르지 수상

### 데뷔 영화상
- 아부 레일라 - 아민 시디-부메딘 수상
- 몬스터즈. - 마리우스 울테아누 수상

### 심사위원특별상
- 풍선 - 완마 차이단 수상

### 특별언급
- 헬라로 - 아비쉑 샤 수상

### 국제 경쟁
- 풍선 - 완마 차이단
- 크로놀로지 - 알리 아이딘
- 릴리안 - 안드레아 호바스
- 마리겔라 - 와그너 모라
- 아웃 스틸링 호시즈 - 한스 페터 몰란트
- 미립자들 - 블레즈 해리슨
- 스토리즈 프롬 더 체스넛 우즈 - 그레거 보직
- 공상의 과학 - 요셉 앙기 노엔
- 더 스티드 - 에르데네빌렉 간볼드
- 캡티브(헝가리어판) - 크리스토프 데아크
- 워치 리스트(마리아) - 벤 레키
- 소녀 안티고네 - 소피 데라스페
- 선-마더 - 마흐나즈 모하마디
- 마이 가트: 크라임 No 103/2005 - 아난스 나라얀 마하데반
- 잘리카투 - 리조 조세 펠리세리

### 아시아의 영혼
- Feelings to Tell - Wen LI
- Summer is the Coldest Season - Sun Zhou
- 더 포스 월 - 장 총 외 1명
- 10년 일본 - 하야카와 치에 외 2명
- 10년 : 대만 - 르카 수미 외 2명
- 디 아더 하프 - 랄리스 라스나야케
- 웻 시즌 - 안소니 첸

### 페스티벌 칼레이도스코프
- 어 선 - 메흐디 M. 바르사우이
- 앤 덴 위 댄스드 - 레반 아킨
- 바쿠라우 - 클레버 멘돈사 필로 외 1명
- 에코 - 루나 루나슨
- 나는 집에 있었지만… - 앙겔라 샤넬렉
- 라 벨 에포크 - 니콜라스 베도스
- 라라 - 쟌 올 거스터
- 리틀 조 - 예시카 하우스너
- 패트릭 - 팀 밀란츠
- 나폴리: 작은 갱들의 도시 - 클라우디오 지오바네시
- 타오르는 여인의 초상 - 셀린 시아마
- 퀸 오브 하츠 - 메이 엘-투키
- 나의 아들에게 - 왕 샤오슈아이
- 스티치 - 미로슬라브 테직
- 시너님즈 - 나다브 라피드
- 도주하는 아이 - 노라 핑스체이트
- 트레머스 - 자이로 부스타만테
- 더 파더 - 크리스티나 그로제바 외 1명
- 화이트 온 화이트 - 테오 코트

### 인디안 파노라마: 장편영화
- Kenjira - Manoj Kana
- TujhyaAaila - Sujay Sunil Dahake
- 아난디 고팔 - 사미르 비드완스
- 봉가 - 시바지 로탄 파틸
- 마이 가트: 크라임 No 103/2005 - 아난스 나라얀 마하데반
- 파릭샤 - 프라카시 자
- 오타 세르푸 사이즈 7 - 파티반
- Nirban - GautamHalder
- 코람비 - 라지브 쿠마
- 지에스토푸트로 - 카우시크 간굴리
- 디 임포스터 프린스 - 스리짓 무케르지
- 랑아나야키 - 다얄 파드마나반
- 네타지 - 비지쉬 마니
- 우야레 - 마누 아쇼칸
- 잘리카투 - 리조 조세 펠리세리
- 낯선 가족 - 프라디프 쿠르바
- Photo-Prem - Aditya Rathi 외 1명
- 하우스 오너 - 라카시미 라미크리슈난
- BahattarHoorain - Sanjay Puran Singh Chauhan
- In The Land Of Poison Women - Manju Borah
- 헬라로 - 아비쉑 샤
- 우리 : 더 서지컬 스트라이크 - 아디트야 다르
- F2 : 펀 앤 프러스트레이션 - 아닐 라비푸디
- 걸리 보이 - 조야 악타르
- 슈퍼 30 - 비카스 발
- 바드하이 호 - 아미트 샤르마

### 인디안 파노라마: 단편영화
- Bohubritta - Utpal Dutta
- Bouma - Debatma Mandal
- Mamatva - Kirti
- Letters - Nitin Shingal
- A Thankless Job - Vicky Barmecha
- Elephants Do Remember - Swati Pandey 외 2명
- Bridge - Bikramjit Gupta
- 마야 - 비카스 챈드라
- 사티아르티 - 판카즈 조하르
- 꼬마 누레 - 애시쉬 판디
- ShabdhikunnaKalpa - Jayaraj
- IravilumPakalilumOdiyan - NovinVasudev
- Gadhul - GanesgShivajiShelar
- Son Rise - VibhaBakshi
- The Secret Life of Frogs - Ajay Bedi 외 1명

### 월드 파노라마
- 어 퍼스트 페어웰 - 왕리나
- 화이트 화이트 데이 - 흘리뉘르 팔메이슨
- 아담 - 마리암 투자니
- 애더레이션 - 파브리스 뒤 벨즈
- 앨리스와 시장님 - 니콜라스 파리저
- 베이비티스 - 섀넌 머피
- Baluan Sholak
- 비츠 - 브라이언 웰쉬
- 봄베이의 장미 - 기탄잘리 라오
- 보이언시 - 로드 라스젠
- 설티파이드 메일 - 히샴 사크르
- 체리 블라썸 & 데몬스 - 도리스 되리
- Comrade Draculich
- 큐리오사 - 루 주네
- 디어스킨 - 미스터 와조
- 디바인 러브 - 가브리엘 마스카로
- 개는 바지를 입지 않는다. - J.P. 발케파
- 하루의 달콤한 끝 - 야첵 보에르추크
- 에드몬드 - 알렉시스 마샤릭
- 엔트와인드 - 미노스 니콜라카키스
- 파 프롬 어스 - 베레나 쿠리 외 1명
- Father and Sons
- 피엘라스 차일드 - 브렛 마이클 이니스
- 결혼의 조건 - 미첼라 오치핀티
- 기브 미 리버티 - 키릴 미칸노브스키
- 신은 존재한다, 그녀의 이름은 페트루냐 - 테오나 스트루가르 미테브스카
- 해피 버스데이 - 세드릭 칸
- 하바, 마리암, 아예샤 - 사라 카리미
- Head Burst
- 심장과 뼈 - 벤 로렌스
- 홈워드 - 나리만 앨리브
- 허니 보이 - 엘머 하렐
- 아이 엠 우먼 - 문은주
- 인스팅트 - 핼리너 레인
- Interdependence
- 머스트 비 헤븐 - 엘리아 술레이만
- 저스트 6.5 - 사에드 루스타이
- Lane 4
- 레미제라블 - 래드 리
- 사랑의 언어 - 빈센트 산도발
- 모노스 - 알레한드로 란데스
- 테스와 보낸 여름 - 스티븐 바우터루드
- 세상의 끝 - 배질 다 쿤하
- 올드 맨 네버 다이 - 레자 자말리
- 올렉 - 유리스 커시에티스
- 오디너리 러브 - 리사 바로스 드사 외 1명
- 파피차 - 모니아 메두르
- 진실과 거짓 사이 - 다니엘 레소비츠
- 로드 투 올림피아 - 라마잔 나나예브
- 스칸디나비안 사일런스 - 마르티 헬데
- 쏠레 - 카를로 시로니
- 송 위다웃 어 네임 - 멜리나 리언
- 덴마크의 자식들 - 울라 살림
- 거미줄에 걸린 남자 - 에란 리클리스
- 스틸 휴먼 - 올리버 시 쿠엔 찬
- 어리석은 청춘 - 셀마 빌후넨
- 어거스트 버진 - 호나스 트루에바
- 더 페인티드 버드 - 바츨라프 마르호울
- 더 세븐 라스트 워즈 - 카베 나바티안 외 2명
- 드림 팩토리 - 마틴 슈라이어
- UMA : The light of Himalaya
- 와일 앳 워 - 알레한드로 아메나바르
- 익스플로이티드 - 유즈 메스자로스 카롤리
- 너는 스무살에 죽을거야 - 아므자드 아부 알라라

### 회고전
- 카사블랑카 - 마이클 커티즈
- 바람과 함께 사라지다 - 빅터 플레밍
- 벤허 - 윌리엄 와일러
- 우리 생애 최고의 해 - 윌리엄 와일러
- 이브의 모든 것 - 조셉 L. 맨키위즈
- 아라비아의 로렌스 - 데이비드 린
- 사운드 오브 뮤직 - 로버트 와이즈
- 대부 - 프란시스 포드 코폴라
- 양들의 침묵 - 조나단 드미
- 포레스트 검프 - 로버트 저메키스
- 오후 5시 - 사미라 마흐말바프
- 모너 마누시 - 고탐 고세
- 포르피리오 - 알레한드로 란데스
- 보스톤 사람들 - 제임스 아이보리
- 변검 - 오천명
- 툴판 - 세르게이 드보르체보이
- 리바이어던 - 안드레이 즈비아긴체프
- 케스 - 켄 로치
- 하층민들 - 켄 로치
- 파더랜드 - 켄 로치
- 달콤한 열여섯 - 켄 로치
- 레이닝 스톤 - 켄 로치
- 미안해요, 리키 - 켄 로치
- 벽 - 야시 초프라
- 바들라 - 수조이 고쉬
- 파아 - R. 발키
- 피쿠 - 수지트 서카
- Sholey
- 감상적 오류 - 리트윅 가탁
- 구름에 가린 별 - 리트윅 가탁
- 미스터 숌 - 므리날 센
- 아워 데일리 브레드 - 마니 카울
- 스와얌바람 - 아두르 고팔라크리슈
- 마야 다르판 - 쿠마르 샤하니
- 드비다 - 마니 카울
- 안쿠르 - 시얌 베네갈
- 스론 오브 카프리콘 - 고빈단 아라빈단
- 부미카 - 시얌 베네갈
- 동키 인 어 브라만 빌리지 - 존 아브라함
- 서커스 텐트 - 고빈단 아라빈단

### 하미지
- 몽상가들 - 베르나르도 베르톨루치
- 아녜스가 말하는 바르다 - 아녜스 바르다

### 컨트리 포커스
- 애비게일 - 알렉산더 보그슬랍스키
- 애시드 - 알렉산더 고르칠린
- 빈폴 - 칸테미르 발라고프
- 위대한 시 - 알렉산드르 룽긴
- 원스 인 트룹쳅스크 - 라리사 사딜로바
- 결코 죽지 않는 남자! - 키릴 소콜로프

### 클래식 회고전
- 이미지네이션 - 우다이 샹카르
- 티타시라 불리는 강 - 리트윅 가탁

### 신인감독상 후보작
- 아부 레일라 - 아민 시디-부메딘
- 헬라로 - 아비쉑 샤
- 몬스터즈. - 마리우스 울테아누
- 마이 네임 이즈 사라 - 스티븐 오리트
- 클레오 - 에바 컬스
- 로망 - 이창근
- 우야레 - 마누 아쇼칸

### ICFT 유네스코
- Bahattar Hoorain
- 오레이 - 메멧 아키프 부유카탈라이
- 상토룸 - 조슈아 길
- 칸도 이야기 - 탄덥 체링 구룽
- 인필트레이터스 - 크리스티나 이바라 외 1명
- 더 워든 - 니마 자비디
- Vitality
- Rwanda

### 마스터 프레임스
- 어바웃 엔들리스니스 - 로이 앤더슨
- 어른의 부재 - 코스타 가브라스
- 신의 은총으로 - 프랑소와 오종
- 커미트먼트 - 세미 카플라노글루
- 다니엘 - 닐스 아르덴 오플레브
- 당신 다리 사이의 악마 - 아르투로 립스테인
- 패밀리 로맨스 - 베르너 헤어조크
- 어떤 손님 - 아톰 에고이안
- 마티아스와 막심 - 자비에 돌란
- 미스터 존스 - 아그네츠카 홀란드
- 페인 앤 글로리 - 페드로 알모도바르
- 골든글러브 - 파티 아킨
- 중지 - 라브 디아스
- 파비안느에 관한 진실 - 고레에다 히로카즈
- 더 위즐스 테일 - 후안 호세 캄파넬라
- 영 아메드 - 장 피에르 다르덴 외 1명

### 라이브 음악과 무성 영화
- 전함 포템킨 - 세르게이 에이젠슈타인
- 판도라의 상자 - 게오르그 빌헬름 파브스트
- 협박 - 알프레드 히치콕

### 필름메이커 인 포커스
- 퍼스트 러브 - 미이케 다카시
- 이치 더 킬러 - 미이케 다카시
- 오디션 - 미이케 다카시
- 데드 오어 얼라이브 - 범죄자 - 미이케 다카시
- 13인의 자객 - 미이케 다카시

### 억세서블 인디아 - 억세서블 필름스
- 계속해요, 문나 형님 - 라지쿠마르 히라니
- M.S. 도니: 더 언톨드 스토리 - 니라이 판데이
- 퀘스타오 드 컨퓨사오 - 스와프닐 셰트카

### 더 골든 리닝
- 바라카트남 - 타라카 라마 라오 난다무리
- 닥터 베즈바루아 - 브로젠 바루아
- 더 어드벤쳐 오브 구피 앤 바가 - 사티야지트 레이
- 이루 코다갈 - K. 블라챈더
- 나낙 남 자하즈 하이 - 램 마헤쉬와리
- 사트야캄 - 리쉬케쉬 머크헤르지
- 스트리 - 시다스
- 탐브디 마티 - 발지 펜드하르카르
- 아라다나 - 샤트키 사만타
- 아디마갈 - K.S. 세터마드하반

### 뭄바이 국제 영화제 최우수 작품
- 17-August
- At the stairs
- Famous in Ahmadabad
- 심연의 반딧불이 - 찬드라세카르 레디
- 피셔우먼 앤 툭툭 - 수레쉬 에리얏
- 윤이상 : INBETWEEN North and South Korea - 마리아 슈토트마이어
- 몸 속에 흐르는 음악 - 알렉산드루 마브로디네아누
- My Turn
- Nero’s guest
- 핑크 사리스 - 킴 론지노트
- Prince
- Santhal Family to Mill Re-call
- 솔로 피날레 - 인고 푸자
- 바구니 소녀 - 수레쉬 에리얏
- 시네마 트래블러 - 셜리 아브라함 외 1명
- 거리의 사랑 - 기탄잘리 라오
- Ukadi Pakadi

### 더 곤 스토리
- 어 레이니 데이 - 라젠드라 탈락
- Amori
- Digant
- 주즈 - 미란샤 나이크
- 케이 세라 세라 - 리지브 신데
- Paltadacho Munnis

## 같이 보기
- 제52회 인도 국제 영화제